# Octavian Bizău
Octavian Bizău (Baia Mare, 21 de noviembre de 1997) es un jugador de balonmano rumano que juega de central en el Steaua Bucarest. Es internacional con la selección de balonmano de Rumania.

## Palmarés

### Dinamo Bucarest
- Liga Națională (2): 2021, 2022
- Copa de Rumania (2): 2021, 2022

## Clubes
| Club                     | País    | Año         |
| ------------------------ | ------- | ----------- |
| CSM București            | Rumania | 2016 - 2020 |
| Steaua Bucarest (cedido) | Rumania | 2017 - 2019 |
| Dinamo Bucarest          | Rumania | 2020 - 2023 |
| CSM București (cedido)   | Rumania | 2022 - 2023 |
| Steaua Bucarest          | Rumania | 2023 - Act. |